# Hastang
Hastang es una banda musical originarios de Cebú, Filipinas, de estilo rock moderno . Está integrada por los siguientes miembros Manto Tessa (cantante), Raúl Luche Jr. (guitarras), Roy Tutor (guitarras), Canencia Guile (bajo), y Mark Austín Ladanan (batería). Se formó en febrero de 2005, cuando Mark y Guile comenzaron a una interferencia con Tessa y Roy con el único propósito de escribir todo el repertorio original. En ese momento, Roy ya había terminado su temporada con la banda y en la Etapa activamente buscando un sonido más agresivo Tessa, por otra parte, llegó a casa a Cebú después de un largo tiempo de estancia en Cagayán de Oro. La banda del primer éxito llegó en mayo de 2005 cuando llegaron a la final de la MTV de los Hits en Cebú, durante un enfrentamiento celebrado en Cebú en el SM Parking Lot. Con su canción dura mecedora Oblivion, Hastang ganó el segundo lugar tras la competencia desde entonces, la popularidad de la banda en la escena indie, había superado de hecho las frecuentes apariciones en diferentes bares musicales. En 2006, el único que goza aleatoria comenzó en los aéreos regulares, incluso llegando a las 4 de una estación local de un recuento semanal. Resultaron también ser un papel decisivo en la reactivación en diferentes PUESTOS ya que en Ningún proyecto de ley, en una serie de conciertos se presentaban los mejores actos de la escena musical local. Indie, junto con otros veteranos, Hastang se ha convertido en un pilar de un bi-mensual de eventos musicales que se celebró en varios lugares en Cebú. A finales de 2005, Hastang comenzó la grabación de su álbum debut, que contiene 11 canciones originales que han sido escrito y organizado en los últimos ocho meses. Fue en este momento que el guitarrista Raúl (antes de hard rock banda de Eva's Garden), se sumaron a los para completar el formato de doble guitarra. Durante este tiempo, la banda grabó 10 canciones en los estudios de Phoenix Glide, con la excepción de azar, que se registró anteriormente en el verano de 2005 en el mismo estudio de grabación y la canción más adelante fue remasterizado por Guile haciendo con menor bajo re-dubs. A principios de 2006, después de cuatro meses en el estudio y seguimiento de la mezcla, la banda terminó la grabación de su primer álbum discográfico.